# Borys Lomani
Borys Grzegorz Lomani (ur. 11 kwietnia 1893 w Rydze, zm. 11 lipca 1975 w Warszawie)  – polski kompozytor, pianista, dyrygent.

## Życiorys
Studiował w Konserwatorium Petersburskim grę na fortepianie u Alfreda Baumgartena i H. Barabaschiego oraz instrumentację u Rudolfa Strobla. W 1918 kontynuował studia u E. Sostowa (kontrapunkt) i w latach 1919–1920 u Aleksandra Głazunowa (instrumentację i kompozycję) .
W 1922 przyjechał do Polski i zamieszkał w Augustowie. W 1927 wyemigrował do Brazylii, gdzie od 1939 pracował jako instrumentator i dyrygent radiowej orkiestry IV Radiostacji w São Paulo. Po powrocie do Polski 1951 pracował w Polskim Radiu w Warszawie .

## Wybrane kompozycje
(na podstawie materiału źródłowego )

### Opery
- A escrava de Caramuru, 1937
- Circolo vicioso, opera-miniatura, 1946
- Christus, 1958
- Ecce homo, 1960

### Utwory orkiestrowe
- 5 symfonii 1914–1950
- Sinfonietta a-moll, 1933
- suity
  - Jezioro Augustowskie, 1918
  - Karnawał w São Paulo, 1936
  - Suita brazylijska, 1954
- Rosyjski bohater, poemat symfoniczny, 1935
- uwertury
  - Bałtyk, 1951
  - Spartakiada, 1952
- I koncert fortepianowy, 1947
- II koncert fortepianowy, 1949

oraz utwory kameralne, fortepianowe, pieśni.